# ویلهلم هامرسهوی
ویلهلم هامرسهوی (دانمارکی: Vilhelm Hammershøi؛ ‎ ۱۵ مهٔ ۱۸۶۴ – ۱۳ فوریهٔ ۱۹۱۶) نقاش اهل دانمارک بود که بیشتر به دلیل پرترههای شاعرانهٔ آرام و نقاشی از فضاهای بسته شهرت دارد.

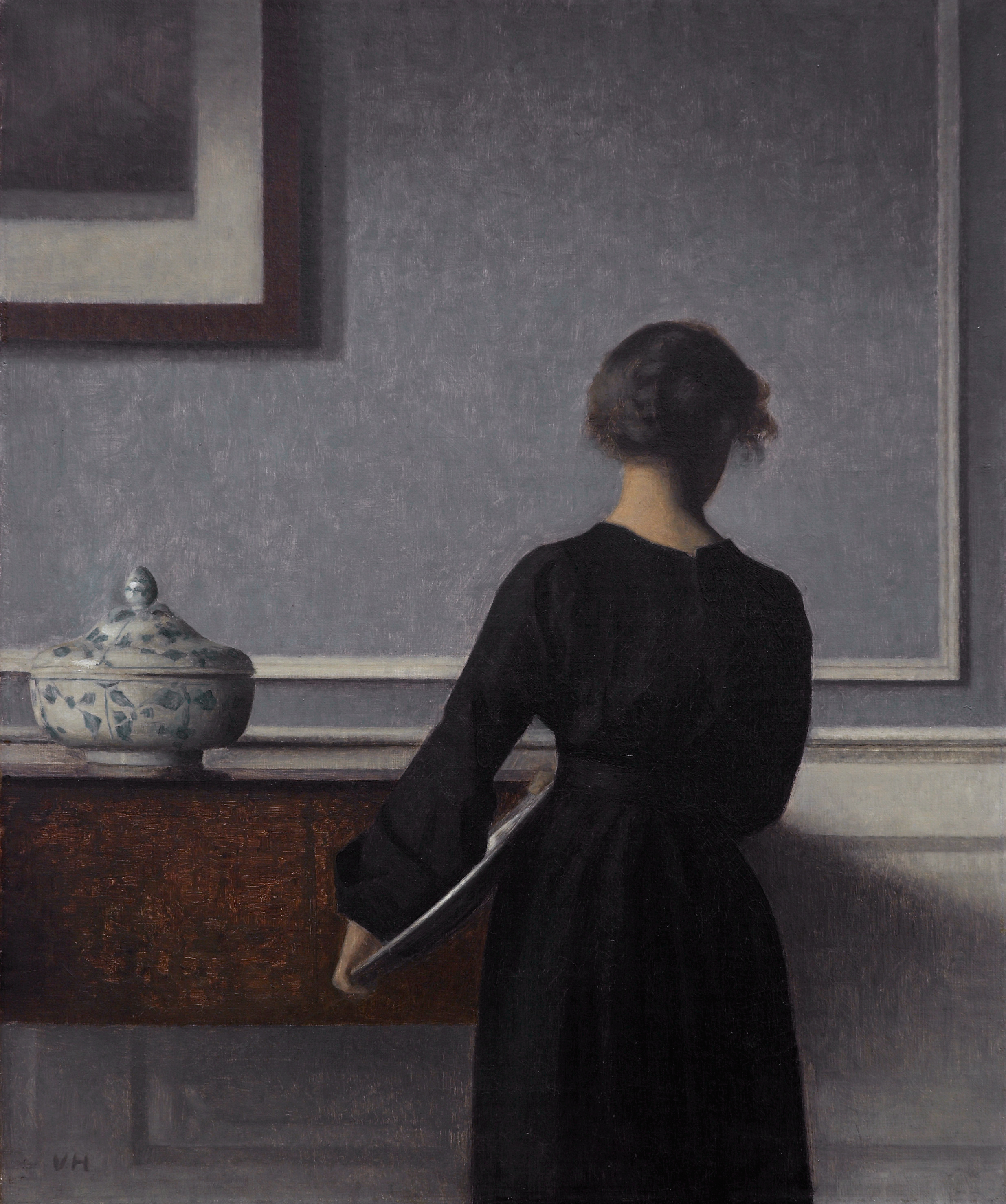
نمای داخلی با زنی جوان از پشت یک نقاشی رنگ روغن روی بوم مربوط به حدود سال‌های ۱۹۰۳–۱۹۰۴ اثر هنرمند دانمارکی ویلهلم هامرسهوی است. این نقاشی اکنون در موزهٔ هنر راندرز نگهداری می‌شود. این نقاشی از پالت رنگی خاکستری-آبی ملایم، ترکیب‌بندی بی‌نقص، و توجه دقیق به بازی نور ــ که از ویژگی‌های آثار هامرسهوی است ــ استفاده می‌کند.